# 杨昊 (跳水运动员)
杨昊（1998年2月3日—），云南石屏人，中国男子跳水运动员。2018年亚洲运动会跳水比赛男子双人10米跳台夺得金牌，2014年南京青奥会获得两枚金牌。2024年巴黎奥运会与队友练俊杰获跳水男子双人10米台金牌。